# اسکای-مپ.اوآرجی
SKY-MAP.ORG یا wikisky.org یک وبگاه چندرسانه‌ای در مورد اجرام سماوی است. این وبگاه بیش از پانصد میلیون جرم آسمانی را پوشش می‌دهد. این کار توسط نقشه آسمان انجام می‌شود. استفاده از این وبگاه بسیار آسان است و می‌توان با جستجو هم به عکس‌های خوبی رسید. نکته قابل توجه توانایی نمایش آسمان به نورها و پرتوهای مختلف، مثلاً پرتو ایکس است.